# Xanthorhoe ornata
Xanthorhoe ornata är en fjärilsart som beskrevs av Paul Dognin 1918. Xanthorhoe ornata ingår i släktet Xanthorhoe och familjen mätare. Inga underarter finns listade i Catalogue of Life.